# Eddie Davis (sassofonista)
Eddie Davis (Edward Davis), detto Lockjaw (New York, 2 marzo 1922 – Culver City, 3 novembre 1986), è stato un tenorsassofonista jazz statunitense..

## Biografia
Davis suonò con  Cootie Williams, Lucky Millinder, Andy Kirk, Louis Armstrong, e Count Basie, e diresse diversi gruppi a suo nome, con cui fu spesso in sala d'incisione. Fu attivo in diversi stili jazzistici tra cui lo swing, il bebop, l'hard bop, il Latin jazz, e il soul jazz sconfinando anche, in alcune incisioni degli anni 40, nel rhythm and blues. Eddie era un rispettato bandleader, oltre che un ottimo strumentista, e nei suoi gruppi militarono alcuni dei migliori jazzmen della sua generazione, incluso un giovanissimo Miles Davis. Il suo suono al tenore era personale e potente, e si adattava con naturalezza ai diversi a cui Eddie si dedicò nel corso della carriera.
La sua formazione del 1946, "Eddie Davis and His Beboppers", arruolava Fats Navarro, Al Haig, Huey Long, Gene Ramey e Denzil Best. Nel 1950 fece coppia con Sonny Stitt. Negli anni tra il 1955 e il 1960 fu tra i primi ad adottare la combinazione sax tenore/organo Hammond, in un gruppo in cui figurava  Shirley Scott all'Hammond B3. Tra il 1960 e il 1962 diresse un quintetto assieme a Johnny Griffin, con cui fece più tardi parte della Kenny Clarke-Francy Boland Big Band, che comprendeva molti altri musicisti, soprattutto europei.
Un'apparizione notevole di Davis è sull'album CBS del 1973 Ella Fitzgerald at the Newport Jazz Festival Live at Carnegie Hall nella ballad Young Man with a Horn.

## Discografia
- Cookbook, Vol.1,2, 1958, OJC, Prestige, con Shirley Scott (org), George Duvivier (b), Arthur Edgehill (dr), Jerome Richardson (fl)
- Trane Whistle 1960
- Tough Tenors 1960, con Johnny Griffin, Junior Mance (p), Ben Riley (dr), Larry Gales (b), MPS Records
- Blues Up And Down 1961, con Johnny Griffin
- Live at Mintons (live, 1961), Prestige, con Griffin, Mance, Riley
- Streetlights 1962, con Don Patterson (org)
- Sax No End 1967, con Johnny Griffin, Francy Boland (arrangements)
- Tough Tenors Again 'n' Again 1970, con Johnny Griffin
- The Tenor Giants Featuring Oscar Peterson, 1975, (con Zoot Sims)
- Eddie "Lockjaw" Davis 4 – Montreux '77, (live, 1977)
- Sonny, Sweets and Jaws - Live at Bubbas, (live, 1981), (con Sonny Stitt and Harry Sweets Edison)
- Jazz at the Philharmonic – Yoyogi National Stadium, Tokyo 1983: Return to Happiness, (live, 1983) (Various artists)